# Nanteau-sur-Lunain
Pour les articles homonymes, voir Nanteau.
Nanteau-sur-Lunain est une commune française située dans le département de Seine-et-Marne en région Île-de-France.

## Géographie

### Localisation

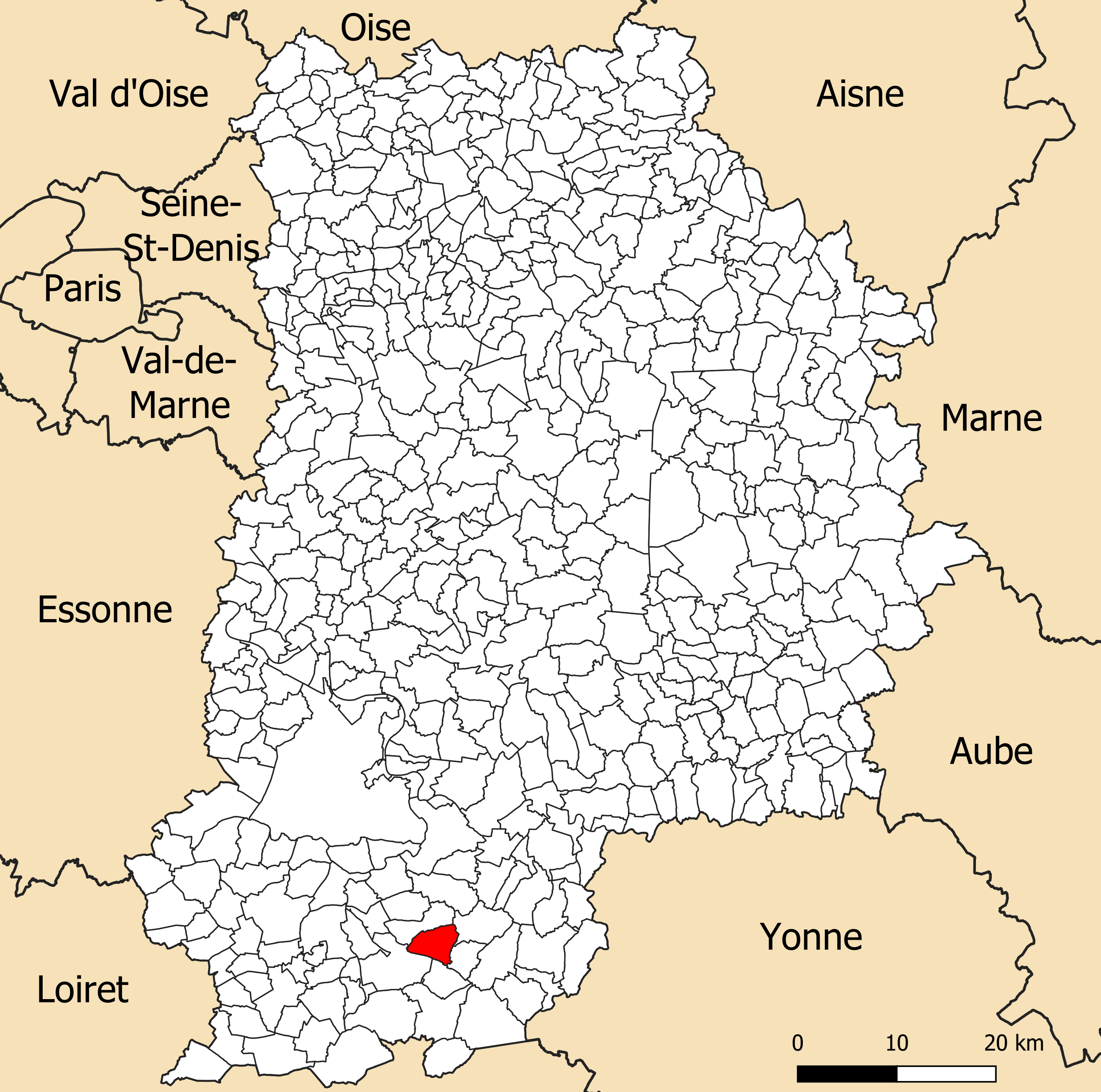
Localisation de la commune de Nanteau-sur-Lunain dans le département de Seine-et-Marne

La commune est située à environ 12 kilomètres à l’est de Nemours.

### Communes limitrophes
| Treuzy-Levelay |                    | Villemaréchal |
|                | Nanteau-sur-Lunain |               |
| Poligny        | Remauville         | Paley         |

### Géologie et relief
La commune est classée en zone de sismicité 1, correspondant à une sismicité très faible.

### Hydrographie

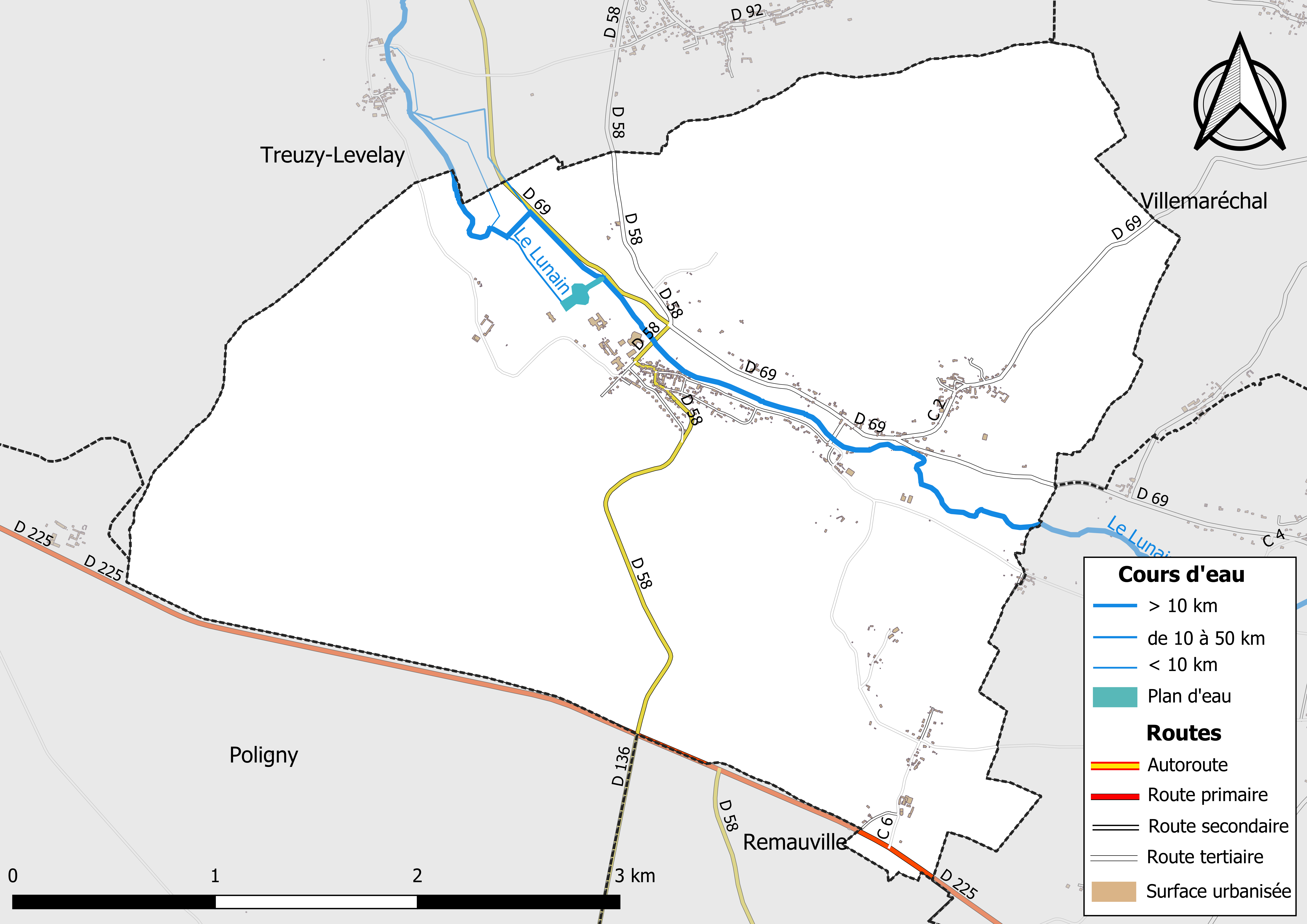
Carte des réseaux hydrographique et routier de Nanteau-sur-Lunain.

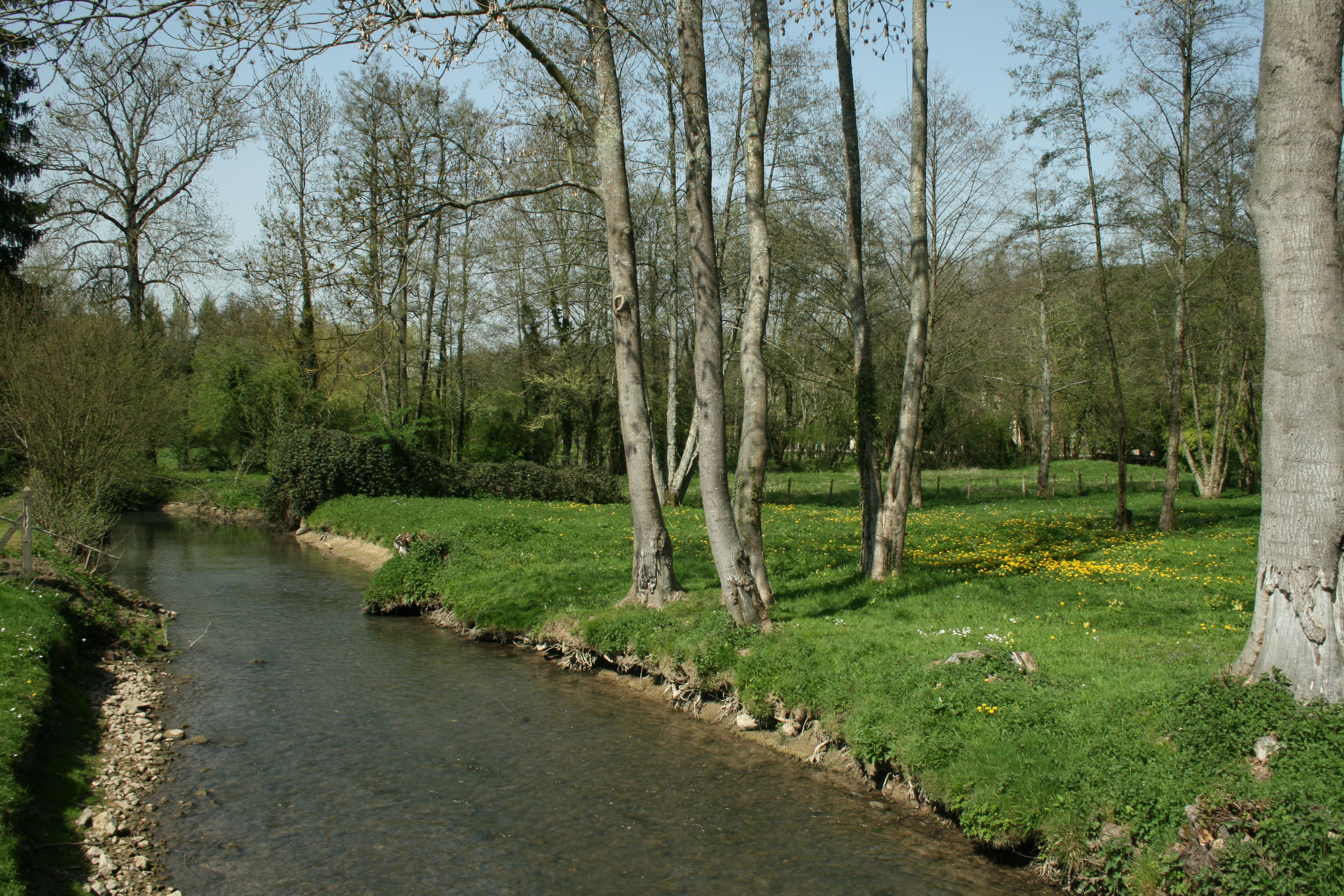
Le Lunain à Nanteau

Le réseau hydrographique de la commune se compose de quatre cours d'eau référencés :
- la rivière le Lunain, longue de 51,45 km[2], affluent du Loing, arrose Nanteau-sur-Lunain, où il alimente la pièce d'eau du château, ainsi que :
  - un bras de 0,68 km[3] ;
  - le canal 07 des Grands Prés, 0,98 km[4], et ;
  - le canal 08 des Grands Prés, 0,79 km[5], qui confluent avec le Lunain.

La longueur totale des cours d'eau sur la commune est de 5,07 km.

### Climat
Pour des articles plus généraux, voir Climat de l'Île-de-France et Climat de Seine-et-Marne.
En 2010, le climat de la commune est de type climat océanique dégradé des plaines du Centre et du Nord, selon une étude du CNRS s'appuyant sur une série de données couvrant la période 1971-2000. En 2020, Météo-France publie une typologie des climats de la France métropolitaine dans laquelle la commune est exposée à un climat océanique altéré et est dans la région climatique Nord-est du bassin Parisien, caractérisée par un ensoleillement médiocre, une pluviométrie moyenne régulièrement répartie au cours de l’année et un hiver froid (3 °C).
Pour la période 1971-2000, la température annuelle moyenne est de 11,4 °C, avec une amplitude thermique annuelle de 15,9 °C. Le cumul annuel moyen de précipitations est de 740 mm, avec 10,5 jours de précipitations en janvier et 7,2 jours en juillet. Pour la période 1991-2020, la température moyenne annuelle observée sur la station météorologique la plus proche, située sur la commune de Nemours à 9 km à vol d'oiseau, est de 12,0 °C et le cumul annuel moyen de précipitations est de 690,3 mm,. Pour l'avenir, les paramètres climatiques de la commune estimés pour 2050 selon différents scénarios d'émission de gaz à effet de serre sont consultables sur un site dédié publié par Météo-France en novembre 2022.

### Milieux naturels et biodiversité

#### Espaces protégés
La protection réglementaire est le mode d’intervention le plus fort pour préserver des espaces naturels remarquables et leur biodiversité associée,.
Deux espaces protégés sont présents dans la commune : 
- la zone centrale de la réserve de biosphère « Fontainebleau et Gâtinais », créée en 1998 et d'une superficie totale de 150 544 ha (46 056 ha pour la zone centrale). Cette réserve de biosphère, d'une grande biodiversité, comprend trois grands ensembles : une grande moitié ouest à dominante agricole, l’emblématique forêt de Fontainebleau au centre, et le Val de Seine à l’est. La structure de coordination est l'Association de la Réserve de biosphère de Fontainebleau et du Gâtinais, qui comprend un conseil scientifique et un Conseil Education, unique parmi les Réserves de biosphère françaises[15],[16].
- la zone de transition de la réserve de biosphère « Fontainebleau et Gâtinais », créée en 1998 et d'une superficie totale de 150 544 ha (95 595 ha pour la zone de transition). Cette réserve de biosphère, d'une grande biodiversité, comprend trois grands ensembles : une grande moitié ouest à dominante agricole, l’emblématique forêt de Fontainebleau au centre, et le Val de Seine à l’est. La structure de coordination est l'Association de la Réserve de biosphère de Fontainebleau et du Gâtinais, qui comprend un conseil scientifique et un Conseil Education, unique parmi les Réserves de biosphère françaises[15],[17].

#### Réseau Natura 2000

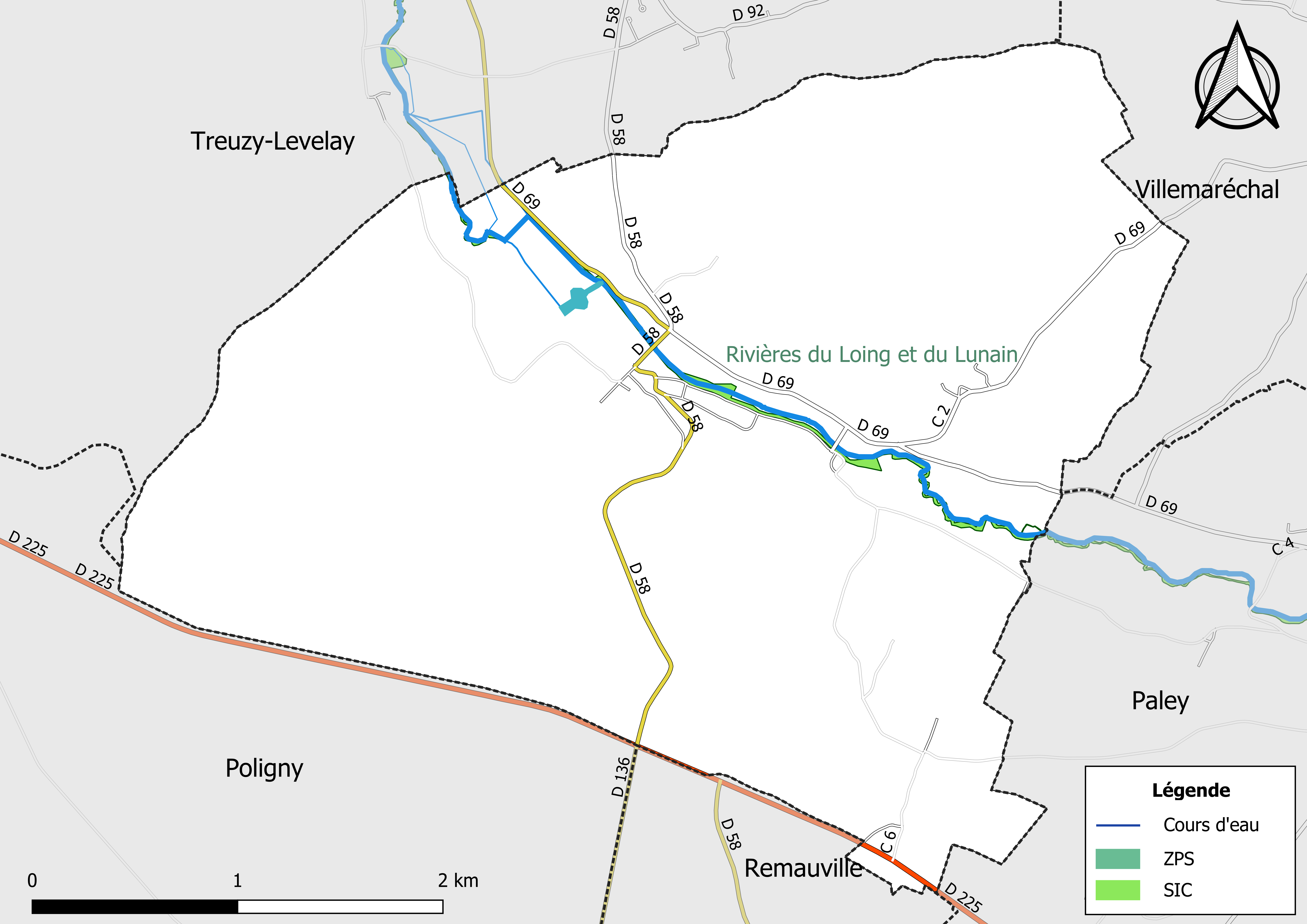
Sites Natura 2000 sur le territoire communal.

Le réseau Natura 2000 est un réseau écologique européen de sites naturels d’intérêt écologique élaboré à partir des Directives « Habitats » et « Oiseaux ». Ce réseau est constitué de Zones spéciales de conservation (ZSC) et de Zones de protection spéciale (ZPS). Dans les zones de ce réseau, les États Membres s'engagent à maintenir dans un état de conservation favorable les types d'habitats et d'espèces concernés, par le biais de mesures réglementaires, administratives ou contractuelles.
Un site Natura 2000 a été défini sur la commune au titre de la « directive Habitats », : 
- les « Rivières du Loing et du Lunain », d'une superficie de 400 ha, deux vallées de qualité remarquable pour la région Île-de-France accueillant des populations piscicoles diversifiées dont le Chabot, la Lamproie de Planer, la Loche de Rivière et la Bouvière[20],[21].

#### Zones naturelles d'intérêt écologique, faunistique et floristique
L’inventaire des zones naturelles d'intérêt écologique, faunistique et floristique (ZNIEFF) a pour objectif de réaliser une couverture des zones les plus intéressantes sur le plan écologique, essentiellement dans la perspective d’améliorer la connaissance du patrimoine naturel national et de fournir aux différents décideurs un outil d’aide à la prise en compte de l’environnement dans l’aménagement du territoire.
Le territoire communal de Nanteau-sur-Lunain comprend trois ZNIEFF de type 1,, : 
- les « Bois de Darvault et forêt de Nanteau » (1 456,27 ha), couvrant 4 communes du département[23] ;
- les « Bord de Route et Coteau des Chaumières » (3,51 ha)[24],
- la « vallée du Lunain entre Nonville et Nanteau sur Lunain » (93,66 ha), couvrant 3 communes du département[25] ;

et une ZNIEFF de type 2,, 
la « vallée du Lunain entre Episy et Lorrez-Le-Bocage » (1 224,01 ha), couvrant 9 communes du département.

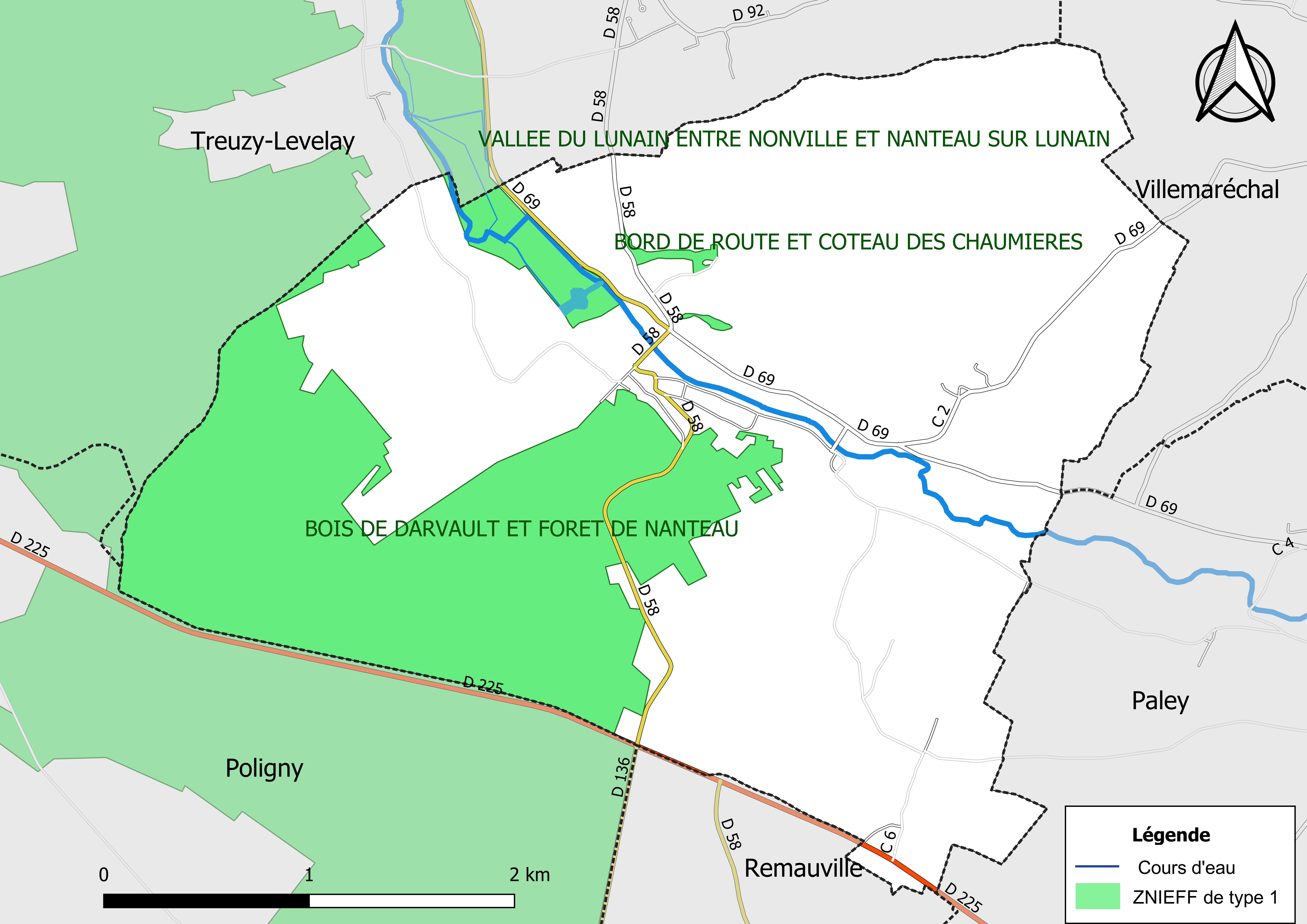
Carte des ZNIEFF de type 1 de la commune.
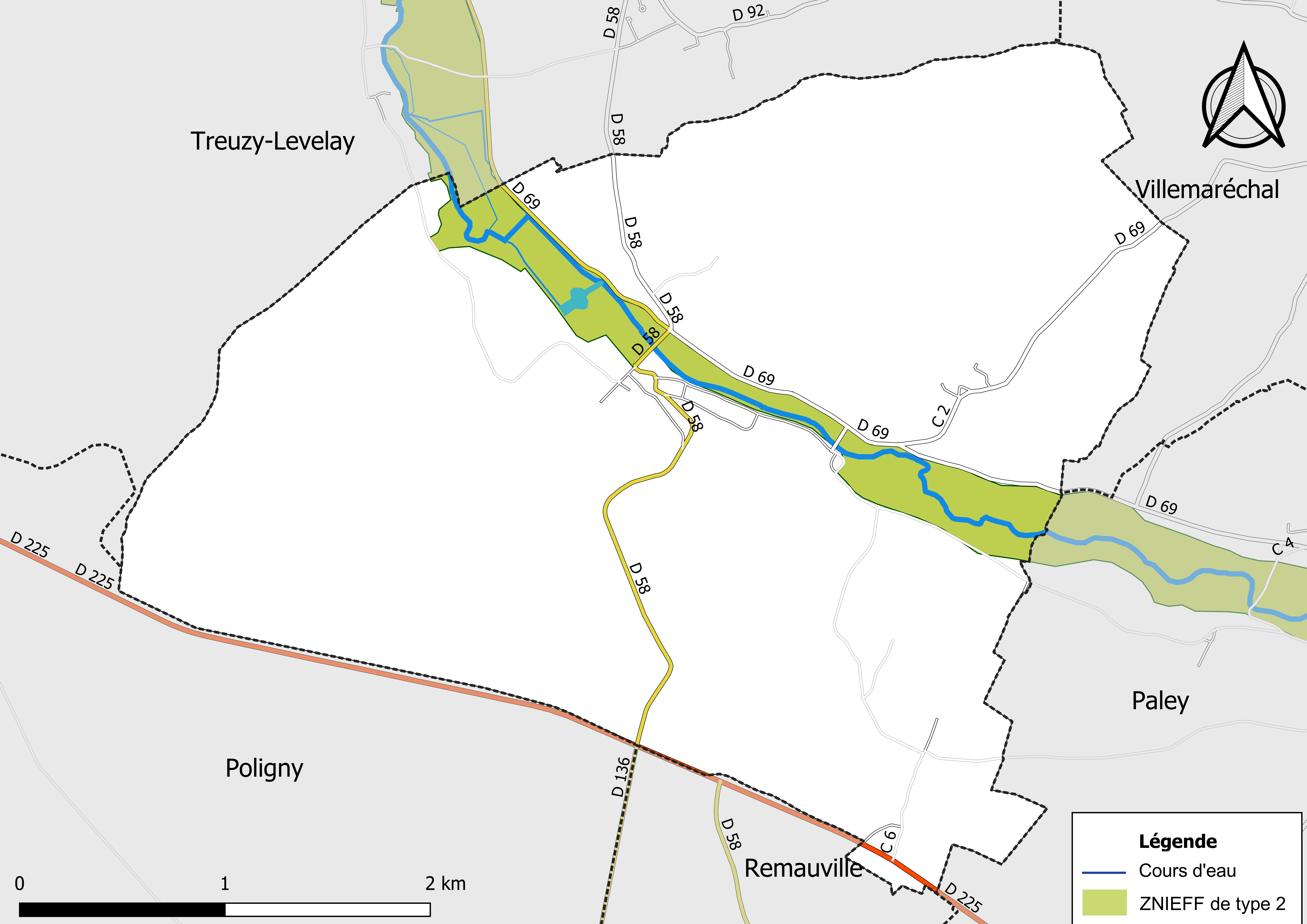
Carte des ZNIEFF de type 2 de la commune.

## Urbanisme

### Typologie
Au 1er janvier 2024, Nanteau-sur-Lunain est catégorisée commune rurale à habitat dispersé, selon la nouvelle grille communale de densité à sept niveaux définie par l'Insee en 2022.
Elle est située hors unité urbaine. Par ailleurs la commune fait partie de l'aire d'attraction de Paris, dont elle est une commune de la couronne,. Cette aire regroupe 1 929 communes,.

### Lieux-dits et écarts
La commune compte 142 lieux-dits administratifs répertoriés consultables ici (source : le fichier Fantoir) dont les Ortures, Saint-Liesne, le bouloy, le Fourchet.

### Occupation des sols
L'occupation des sols de la commune, telle qu'elle ressort de la base de données européenne d’occupation biophysique des sols Corine Land Cover (CLC), est marquée par l'importance des forêts et milieux semi-naturels (57,4 % en 2018), une proportion sensiblement équivalente à celle de 1990 (57,7 %). La répartition détaillée en 2018 est la suivante : 
forêts (57,4% ), terres arables (30,4% ), zones urbanisées (6% ), zones agricoles hétérogènes (4,3% ), prairies (1,8 %).
Parallèlement, L'Institut Paris Région, agence d'urbanisme de la région Île-de-France, a mis en place un inventaire numérique de l'occupation du sol de l'Île-de-France, dénommé le MOS (Mode d'occupation du sol), actualisé régulièrement depuis sa première édition en 1982. Réalisé à partir de photos aériennes, le Mos distingue les espaces naturels, agricoles et forestiers mais aussi les espaces urbains (habitat, infrastructures, équipements, activités économiques, etc.) selon une classification pouvant aller jusqu'à 81 postes, différente de celle de Corine Land Cover,,. L'Institut met également à disposition des outils permettant de visualiser par photo aérienne l'évolution de l'occupation des sols de la commune entre 1949 et 2018.

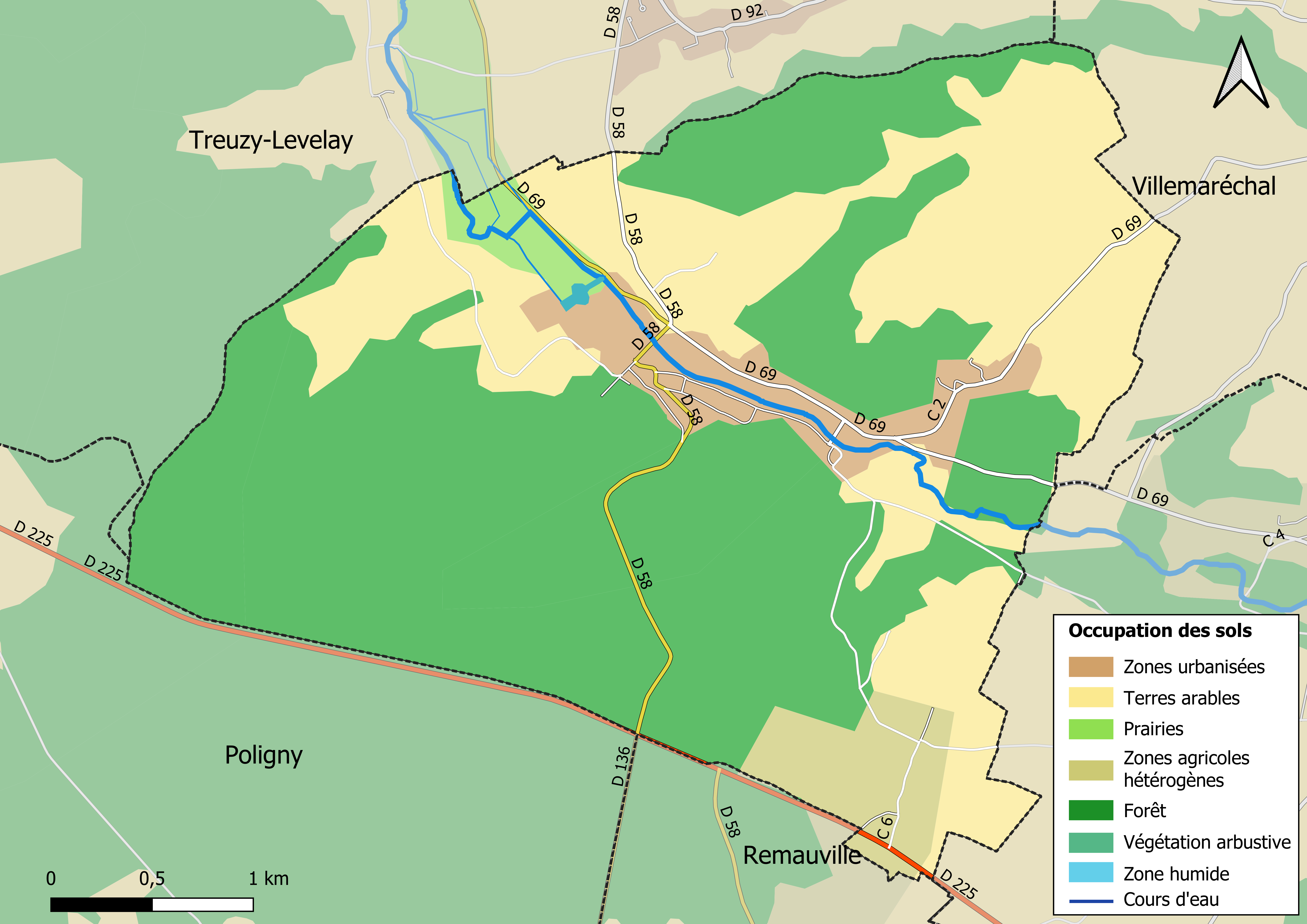
Carte des infrastructures et de l'occupation des sols en 2018 (CLC) de la commune.
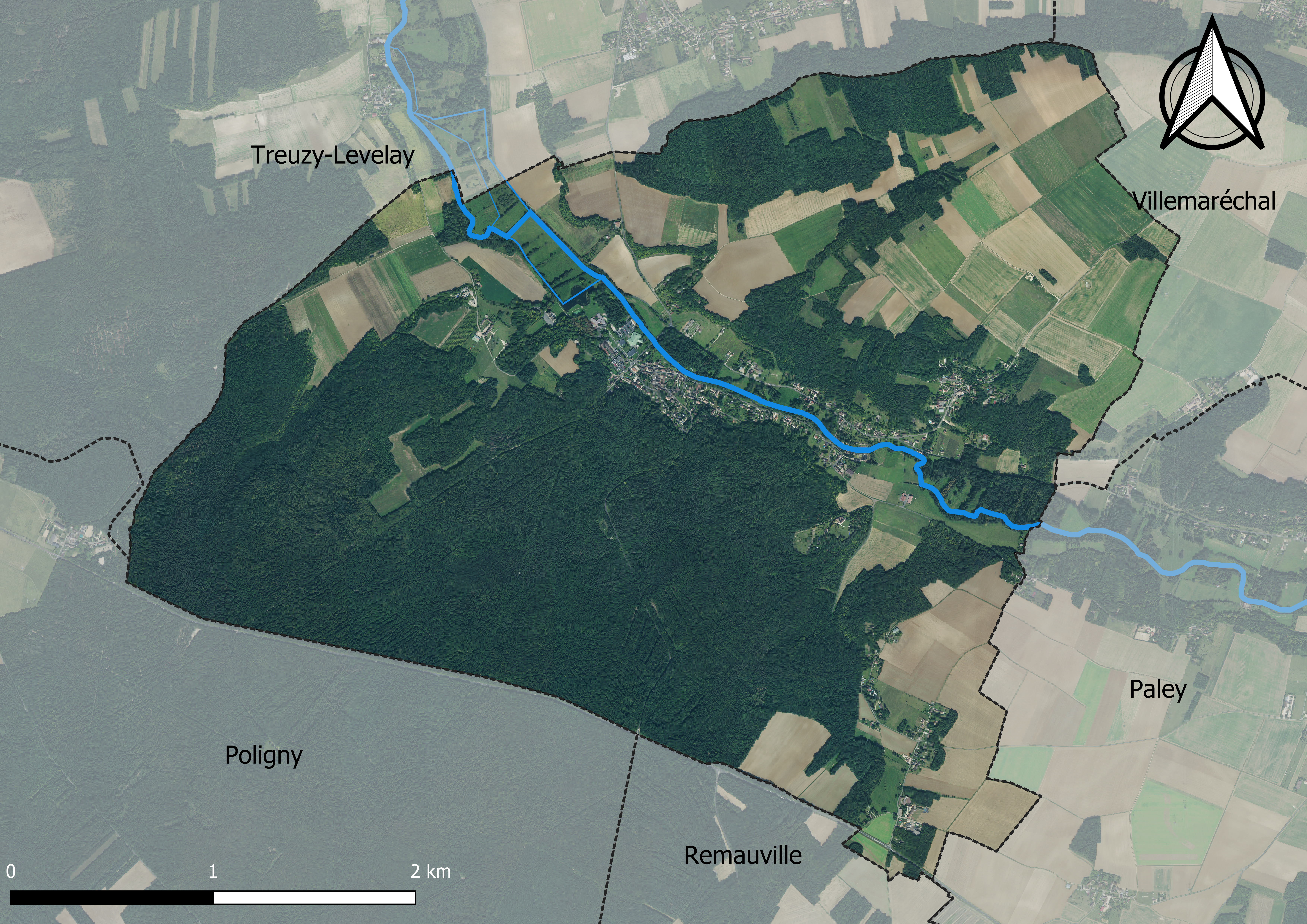
Carte orhophotogrammétrique de la commune.

### Planification
La loi SRU du 13 décembre 2000 a incité les communes à se regrouper au sein d’un établissement public, pour déterminer les partis d’aménagement de l’espace au sein d’un SCoT, un document d’orientation stratégique des politiques publiques à une grande échelle et à un horizon de 20 ans et s'imposant aux documents d'urbanisme locaux, les PLU (Plan local d'urbanisme). La commune est dans le territoire du SCOT Seine et Loing, dont le projet a été arrêté le 3 juillet 2019, porté par le syndicat mixte d’études et de programmation (SMEP) Seine et Loing rassemblant à la fois 44 communes et trois communautés de communes.
La commune disposait en 2019 d'un plan local d'urbanisme approuvé. Le zonage réglementaire et le règlement associé peuvent être consultés sur le Géoportail de l'urbanisme.

### Logement
En 2017, le nombre total de logements dans la commune était de 295 dont 84,9 % de maisons (maisons de ville, corps de ferme, pavillons, etc.) et 15,1 % d'appartements.
Parmi ces logements, 77,6 % étaient des résidences principales, 12,7 % des résidences secondaires et 9,6 % des logements vacants.
La part des ménages fiscaux propriétaires de leur résidence principale s'élevait à 81,7 % contre 16,2 % de locataires et 2,1 % logés gratuitement.

## Toponymie
- Le nom de la localité est mentionné sous les formes Nantolium en 1198[38] ; Nantolium supra Lunam en 1350 (Pouillé)[39] ;  Nantiau sur Lunain en 1357[40] ; Nantiau super Lunayn en 1448[41] ; Nanteau en Gastinoys en 1457[42] ; Nantheau en 1578[43] ; Nanteau en l'an IX.

Composé de nanto-, mot gaulois qui désigne une « vallée », et de -ialo, « clairière » (naturelle ou éventuellement essartée) qui a fréquemment donné -euil dans la toponymie mais ici a évolué en -eau.
Nanteau signifie donc : « la clairière de/dans la vallée » ; dans le cas de ce Nanteau, on évoque la vallé du Lunain.
- Nanteau sur l'Unain en 1793, Nanteau en 1801[44].

## Histoire
À l'époque féodale, la seigneurie de Nanteau appartenait à une branche cadette des Nemours-Villebéon, qui en prenait le nom. Jean III de Nanteau, vers la mi-XIIIe siècle et pour une raison incertaine, acquit la châtellenie de Thors ; gouverneur de La Rochelle pour le compte d'Alphonse, comte de Poitiers, il se croisa en 1270 avec Alphonse, dont il était le chambellan : il a pu mourir de la peste en Italie au retour de la croisade en 1271. Une fille supposée de Jean III, qui serait Marguerite de Nanteau, épousa Gaucher IV de Nanteuil (une branche cadette des Châtillon), puis la succession passa à leur fils Erard II de Nanteuil († ap. 1336), père d'Erard III († v. 1351), père de Gaucher V de Nanteuil († v. 1365 ; sans postérité).
Nanteau échut alors aux descendants de Marguerite de Nanteuil — une fille de Marguerite de Nanteau et Gaucher IV de Nanteuil, qui avait épousé Pierre de Gui(g)neville/de Gaineville — qui vendirent en 1335 à Hue/Hugues de Bouville. Mais vers 1351, Jehan de Bouville est banni et voit ses biens confisqués. Cependant, Charles de Bouville, chambellan de Charles V, est toujours seigneur de Nanteau,.
Sous Louis XIV, Geoffroy Petit (né av. 1638-† 1701), mercier à Paris, intendant à Mayence (1689), directeur des Postes de Flandre (1681), achète la seigneurie avant 1692. Mais son fils cadet Jean-Baptiste Geoffroy Petit de Saint-Liesne (à Nanteau) vend peu après sa disparition.
Les derniers seigneurs de Nanteau, depuis septembre 1722 et jusqu'à la Révolution, sont les Lallemant de Betz, qui avaient acheté à Bertrand Sabathier, maître ordinaire de la Garde-robe de Madame. Michel-Joseph-Hyacinthe Lallemant de Betz (1694-1773), aussi seigneur de Treuzy, fermier général, fils du Charles-Louis Lallemant de Betz, comte de Lévignen (1656-1730), est l'acheteur de 1722 et il meurt en septembre 1773 en laissant deux filles : Marie-Charlotte, veuve de Charles-Philippe de Pons-St-Maurice (1709-1771), mère de Louis-Marie, marquis de Pons ; et Marie-Françoise, femme de Marie-Gabriel-Florent de Choiseul-Beaupré de Daillecourt (1728-1753) : parents de Marie-Gabriel-Florent-Auguste de Choiseul-Gouffier (1752-1817) et de Michel-Félix-Victor de Choiseul (1754-1796).

## Politique et administration

### Liste des maires
| Période                                  | Période  | Identité              | Étiquette | Qualité                  |
| ---------------------------------------- | -------- | --------------------- | --------- | ------------------------ |
| Les données manquantes sont à compléter. |          |                       |           |                          |
| mars 2001                                | En cours | Jean-François Guimard |           | Chef d'exploitation SAUR |

## Équipements et services

### Eau et assainissement
L’organisation de la distribution de l’eau potable, de la collecte et du traitement des eaux usées et pluviales relève des communes. La loi NOTRe de 2015 a accru le rôle des EPCI à fiscalité propre en leur transférant cette compétence. Ce transfert devait en principe être effectif au 1er janvier 2020, mais la loi Ferrand-Fesneau du 3 août 2018 a introduit la possibilité d’un report de ce transfert au 1er janvier 2026,.

#### Assainissement des eaux usées
En 2020, la commune de Nanteau-sur-Lunain ne dispose pas d'assainissement collectif,.
L’assainissement non collectif (ANC) désigne les installations individuelles de traitement des eaux domestiques qui ne sont pas desservies par un réseau public de collecte des eaux usées et qui doivent en conséquence traiter elles-mêmes leurs eaux usées avant de les rejeter dans le milieu naturel. Le SIDASS de Moret Seine et Loing assure pour le compte de la commune le service public d'assainissement non collectif (SPANC), qui a pour mission de vérifier la bonne exécution des travaux de réalisation et de réhabilitation, ainsi que le bon fonctionnement et l’entretien des installations. Cette prestation est déléguée à une entreprise privée , dont le contrat arrive à échéance le 31 décembre 2025,.

#### Eau potable
En 2020, l'alimentation en eau potable est assurée par la commune qui gère le service en régie,,.
Les nappes de Beauce et du Champigny sont classées en zone de répartition des eaux (ZRE), signifiant un déséquilibre entre les besoins en eau et la ressource disponible. Le changement climatique est susceptible d’aggraver ce déséquilibre. Ainsi afin de renforcer la garantie d’une distribution d’une eau de qualité en permanence sur le territoire du département, le troisième Plan départemental de l’eau signé, le 3 octobre 2017, contient un plan d’actions afin d’assurer avec priorisation la sécurisation de l’alimentation en eau potable des Seine-et-Marnais. A cette fin a été préparé et publié en décembre 2020 un schéma départemental d’alimentation en eau potable de secours dans lequel huit secteurs prioritaires sont définis. La commune fait partie du secteur Bocage.

## Population et société

### Démographie
Les habitants sont appelés les Nantelliens.
L'évolution du nombre d'habitants est connue à travers les recensements de la population effectués dans la commune depuis 1793. Pour les communes de moins de 10 000 habitants, une enquête de recensement portant sur toute la population est réalisée tous les cinq ans, les populations de référence des années intermédiaires étant quant à elles estimées par interpolation ou extrapolation. Pour la commune, le premier recensement exhaustif entrant dans le cadre du nouveau dispositif a été réalisé en 2004.

En 2022, la commune comptait 697 habitants, en évolution de −0,43 % par rapport à 2016 (Seine-et-Marne : +3,92 %, France hors Mayotte : +2,11 %).
| 1793 | 1800 | 1806 | 1821 | 1831 | 1836 | 1841 | 1846 | 1851 |
| ---- | ---- | ---- | ---- | ---- | ---- | ---- | ---- | ---- |
| 296  | 306  | 281  | 308  | 373  | 378  | 401  | 445  | 443  |

| 1856 | 1861 | 1866 | 1872 | 1876 | 1881 | 1886 | 1891 | 1896 |
| ---- | ---- | ---- | ---- | ---- | ---- | ---- | ---- | ---- |
| 459  | 463  | 431  | 428  | 420  | 432  | 425  | 424  | 412  |

| 1901 | 1906 | 1911 | 1921 | 1926 | 1931 | 1936 | 1946 | 1954 |
| ---- | ---- | ---- | ---- | ---- | ---- | ---- | ---- | ---- |
| 425  | 390  | 372  | 343  | 317  | 316  | 295  | 319  | 456  |

| 1962 | 1968 | 1975 | 1982 | 1990 | 1999 | 2004 | 2006 | 2009 |
| ---- | ---- | ---- | ---- | ---- | ---- | ---- | ---- | ---- |
| 376  | 399  | 386  | 410  | 443  | 485  | 696  | 683  | 674  |

| 2014 | 2019 | 2022 | - | - | - | - | - | - |
| ---- | ---- | ---- | - | - | - | - | - | - |
| 713  | 686  | 697  | - | - | - | - | - | - |

## Économie

### Revenus de la population et fiscalité
En 2017, le nombre de ménages fiscaux de la commune était de 234, représentant 521 personnes et la  médiane du revenu disponible par unité de consommation  de 26 260 euros.

### Emploi
En 2017 , le nombre total d’emplois dans la zone était de 370, occupant 365 actifs  résidants.
Le taux d'activité de la population (actifs ayant un emploi) âgée de 15 à 64 ans s'élevait à 71,9 % contre un taux de chômage de 3,8 %.
Les 24,3 % d’inactifs se répartissent de la façon suivante : 7 % d’étudiants et stagiaires non rémunérés, 5,2 % de retraités ou préretraités et 12,1 % pour les autres inactifs.

### Entreprises et commerces
En 2018, le nombre d'établissements actifs était de 34 dont 3 dans l’industrie manufacturière, industries extractives et autres, 3 dans la construction, 10 dans le commerce de gros et de détail, transports, hébergement et restauration, 2 dans l’Information et communication 1 dans les activités financières et d'assurance, 2 dans les activités immobilières, 7 dans les activités spécialisées, scientifiques et techniques et activités de services administratifs et de soutien, 3 dans l’administration publique, enseignement, santé humaine et action sociale et 3  étaient relatifs aux autres activités de services.
En 2019, 2 entreprises individuelles ont été créées sur le territoire de la commune.
Au 1er janvier 2020, la commune ne disposait pas d’hôtel et de terrain de camping.
- Le COS CRPF (Centre de réadaptation professionnelle et de formation)[69].
- Le COS MAS (Maison d'accueil spécialisée de la Vallée du Lunain)[70].

#### Agriculture
Nanteau-sur-Lunain est dans la petite région agricole dénommée le « Pays de Bière et Forêt de Fontainebleau », couvrant le Pays de Bière et la forêt de Fontainebleau. En 2010, l'orientation technico-économique de l'agriculture sur la commune est diverses cultures (hors céréales et oléoprotéagineux, fleurs et fruits).
Si la productivité agricole de la Seine-et-Marne se situe dans le peloton de tête des départements français, le département enregistre un double phénomène de disparition des terres cultivables (près de 2 000 ha par an dans les années 1980, moins dans les années 2000) et de réduction d'environ 30 % du nombre d'agriculteurs dans les années 2010. Cette tendance se retrouve au niveau de la commune où le nombre d’exploitations est passé de 10 en 1988 à 4 en 2010. Parallèlement, la taille de ces exploitations augmente, passant de 53 ha en 1988 à 65 ha en 2010.
Le tableau ci-dessous présente les principales caractéristiques des exploitations agricoles de Nanteau-sur-Lunain, observées sur une période de 22 ans : 
|                                      | 1988 | 2000 | 2010 |
| ------------------------------------ | ---- | ---- | ---- |
| Dimension économique,                |      |      |      |
| Nombre d’exploitations (u)           | 10   | 5    | 4    |
| Travail (UTA)                        | 16   | 7    | 7    |
| Surface agricole utilisée (ha)       | 527  | 385  | 260  |
| Cultures                             |      |      |      |
| Terres labourables (ha)              | 494  | 359  | 234  |
| Céréales (ha)                        | 361  | 234  | 116  |
| dont blé tendre (ha)                 | 200  | 136  | 68   |
| dont maïs-grain et maïs-semence (ha) | 50   | s    |      |
| Tournesol (ha)                       | 32   | s    |      |
| Colza et navette (ha)                | 25   | 22   | 29   |
| Élevage                              |      |      |      |
| Cheptel (UGBTA)                      | 57   | 18   | 31   |

## Culture locale et patrimoine

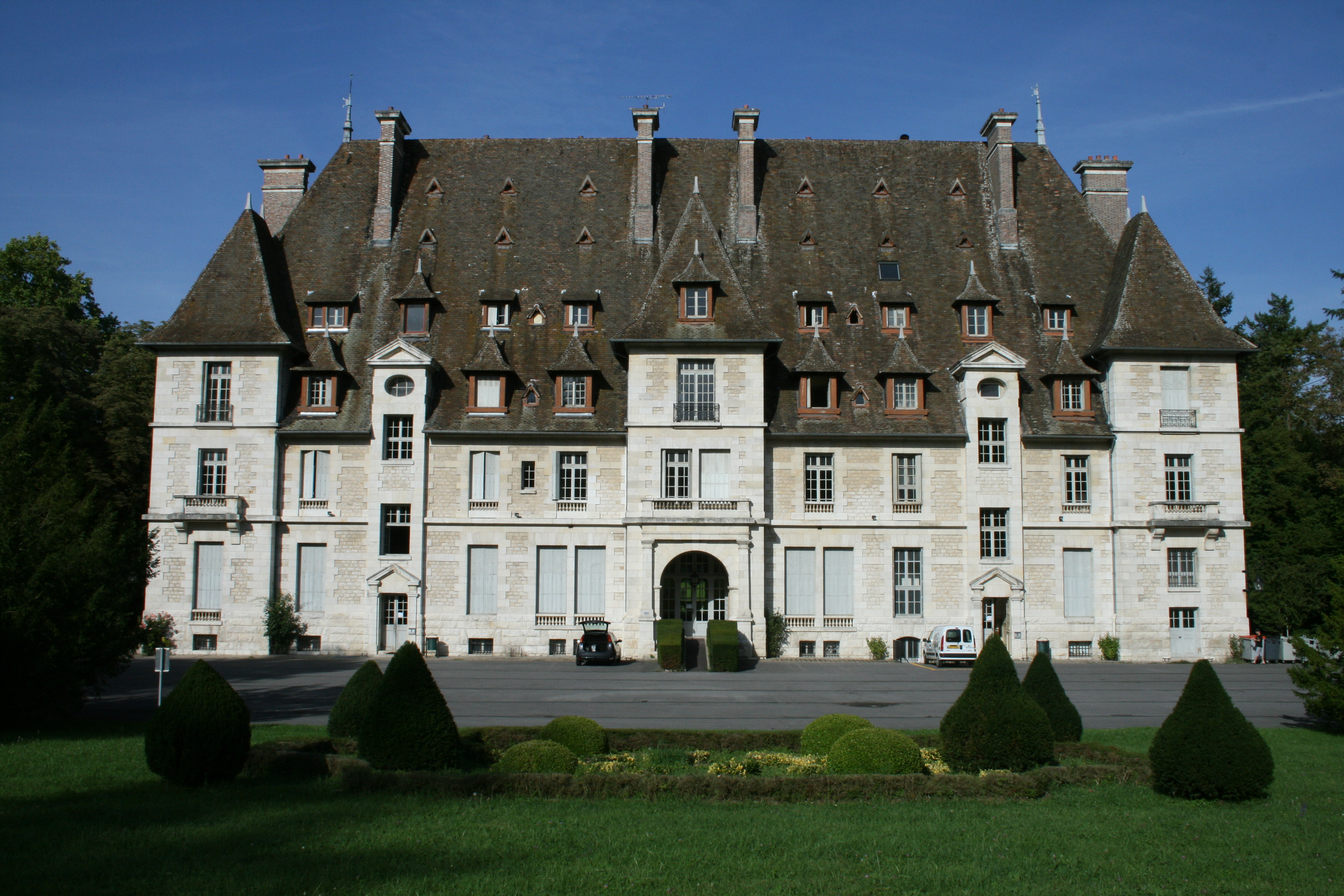
Le château de Nanteau-sur-Lunain.

### Lieux et monuments
Vallée du Lunain, château, église Notre-Dame-de-l'Assomption, moulins de Nanteau et le menhir dit la Pierre Clouée ou Pierrefritte.
- Le château est construit en 1913 par l’industriel Gustave Lesieur[74]. Il succède à un château du XVIIe siècle de style Louis XIIII, situé en zone inondable et détruit pour cette raison par le Lesieur[75]. Son parc a été dessiné par René-Edouard André, ingénieur des Arts et Métiers et fils de Édouard André  en y intégrant les bassins de l'ancien parc. Il révèle l’évolution de l’école paysagère de la fin du XIXe siècle, dite de style mixte. Sa pièce d’eau est alimentée par la rivière du Lunain[76].
- L'église Saint-Césaire ou Notre-Dame-de-l'Assomption

L’église remonte certainement au Moyen Âge à en juger par les contreforts des murs est et sud, bâtis de moellons de grès grossièrement taillés. Conçu en croix latine, l’édifice comporte une nef rectangulaire avec chevet carré, flanquée de deux chapelles latérales. Le porche est orné de motifs de briques.
L’église sera restaurée à plusieurs reprises au XIXe siècle. En 1867, le clocher en pierre est entièrement reconstruit par le comte de la Tour du Pin. L’église comporte de beaux vitraux, la châsse de saint Césaire, une statue de chêne Vierge à l’Enfant datant de la fin du XVIIe siècle. Les fonts baptismaux en pierre dans le style baroque datent de ce même siècle. Le saint patron de la ville est Saint Césaire diacre et martyr de Terracina (invoqué contre les inondations des rivières et les noyades; dans ce cas, le Lunain)

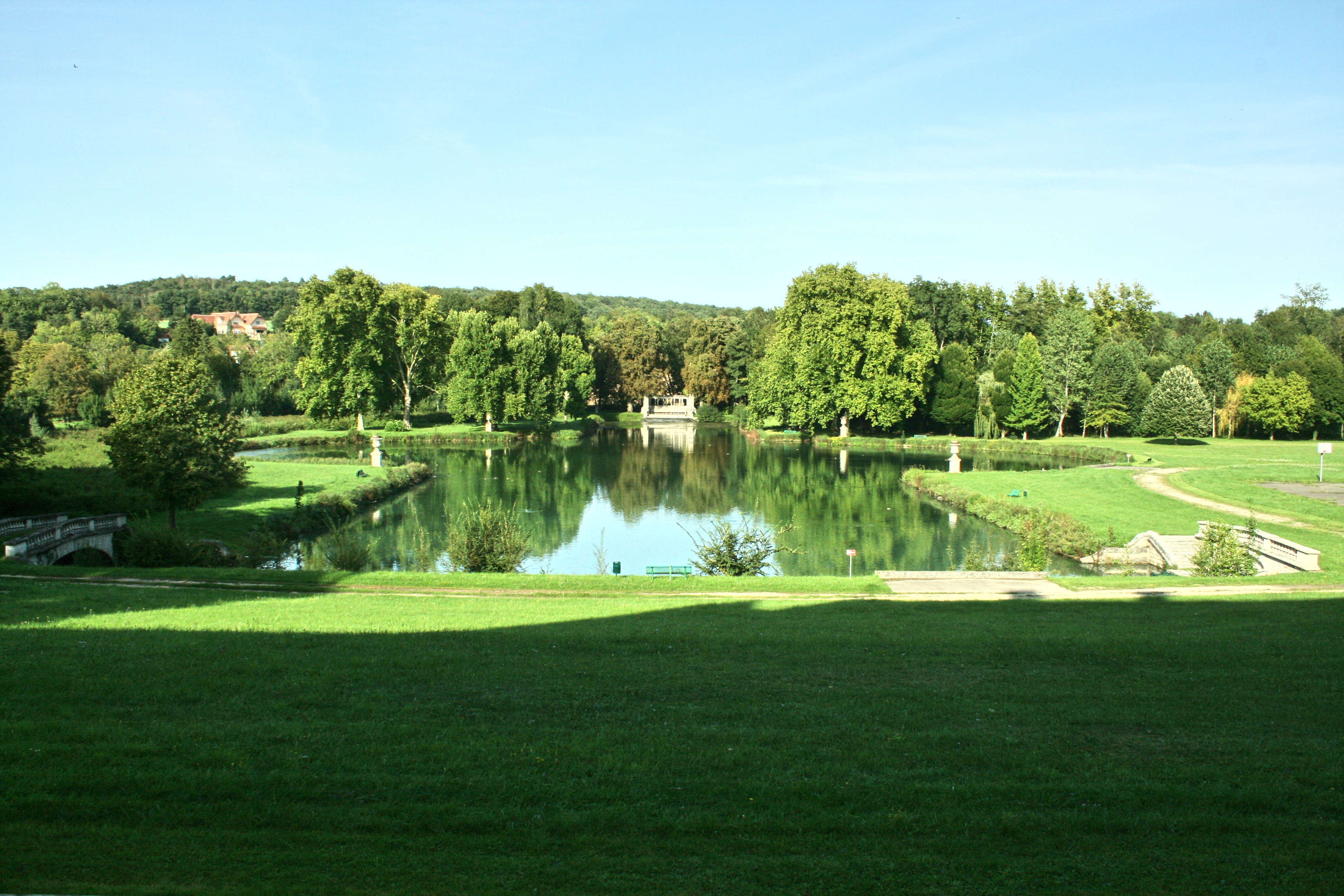
Le parc du château de Nanteau.
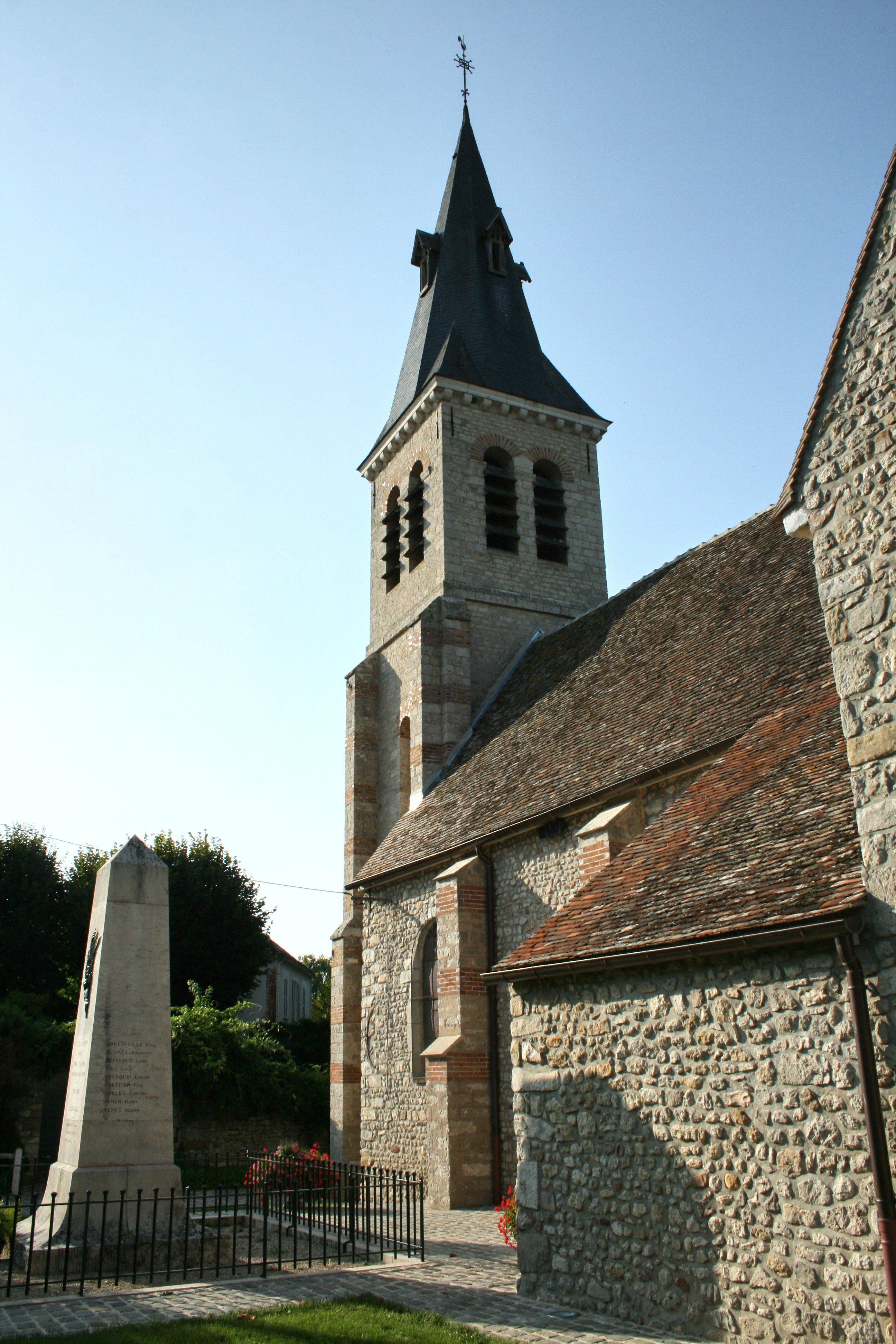
L'église Notre-Dame-de-l'Assomption.
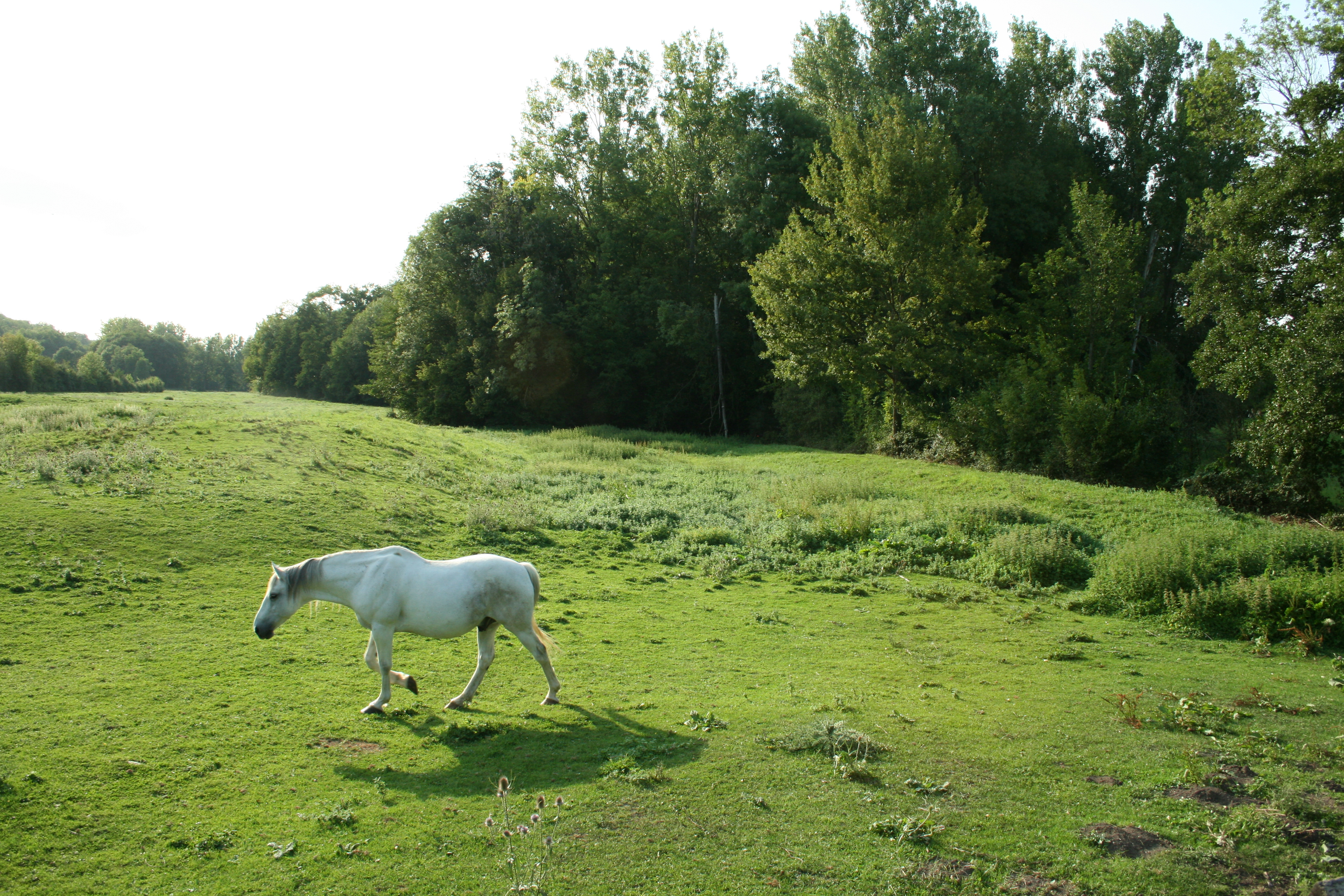
La vallée du Lunain : au fond, derrière les arbres, coule la rivière le Lunain.
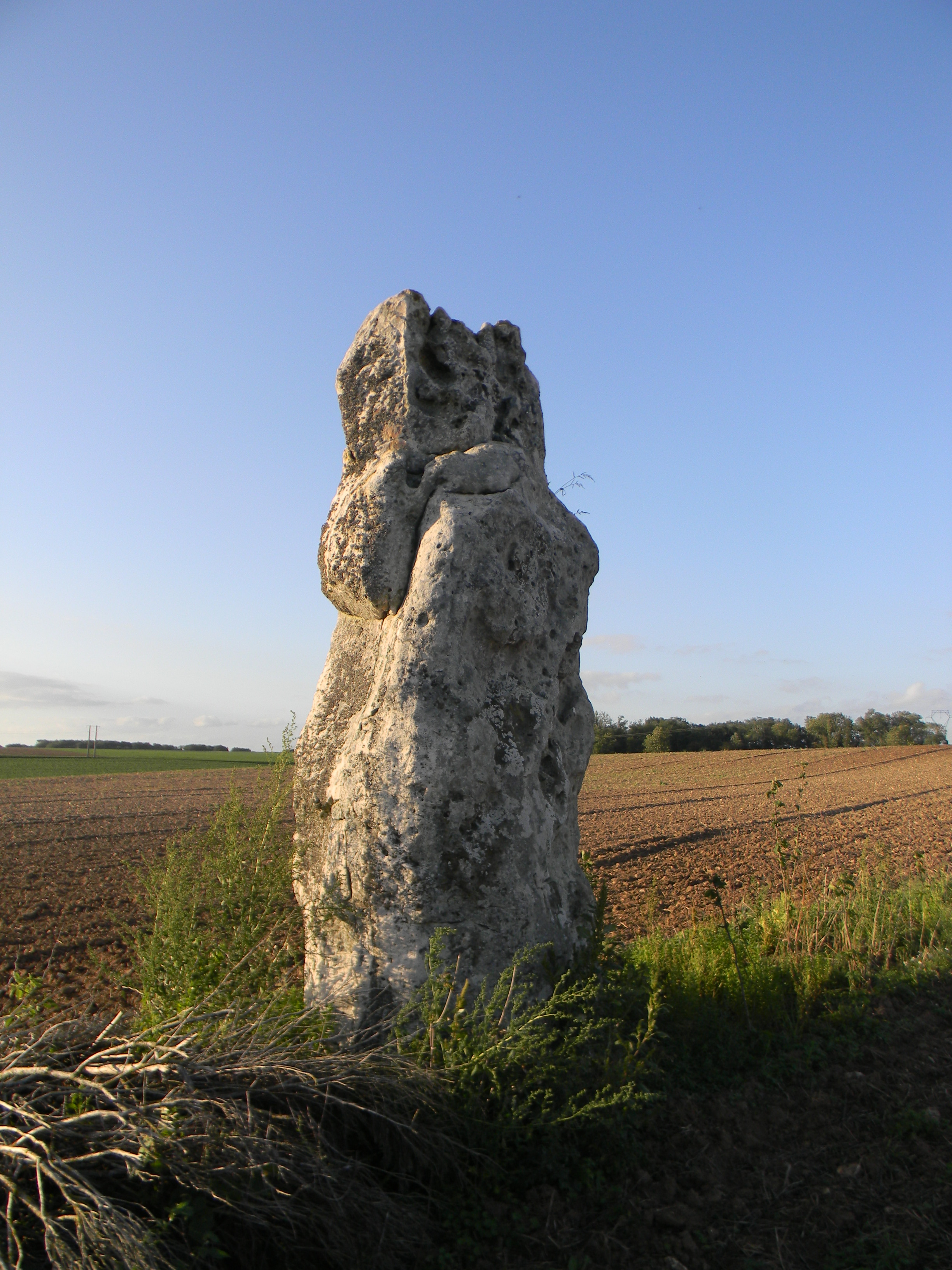
Le menhir dit la Pierre Clouée ou Pierrefritte.

### Personnalités liées à la commune
- Alexandre Glasberg (1902-1981), prêtre catholique et résistant, fondateur du COS (Centre d’orientation sociale).

### Héraldique
| Blason de Nanteau-sur-Lunain | Blason  | D'azur à trois chevrons d'or, à la filière du même, le tout enfermé dans une bordure de gueules chargée aux flancs de deux chandeliers de sable, les bougies d'or allumées du même. |
| Blason de Nanteau-sur-Lunain | Détails | Le statut officiel du blason reste à déterminer. |